# 密花瓦理棕
密花瓦理棕（学名：Wallichia densiflora）为棕榈科瓦理棕属下的一个种。

## 扩展阅读
- 維基物種上的相關：密花瓦理棕